# Episodi di The Goodies (seconda stagione)
La seconda stagione della serie televisiva The Goodies è stata trasmessa nel Regno Unito tra il 1971 e il 1972.
| nº | Titolo originale       | Titolo italiano | Prima TV UK      | Prima TV Italia |
| -- | ---------------------- | --------------- | ---------------- | --------------- |
| 1  | Scotland               |                 | 1º ottobre 1971  |                 |
| 2  | Commonwealth Games     |                 | 8 ottobre 1971   |                 |
| 3  | Pollution              |                 | 15 ottobre 1971  |                 |
| 4  | The Lost Tribe         |                 | 22 ottobre 1971  |                 |
| 5  | The Music Lovers       |                 | 29 ottobre 1971  |                 |
| 6  | Culture for the Masses |                 | 5 novembre 1971  |                 |
| 7  | Kitten Kong            |                 | 12 novembre 1971 |                 |
| 8  | Come Dancing           |                 | 19 novembre 1971 |                 |
| 9  | Farm Fresh Food        |                 | 10 dicembre 1971 |                 |
| 10 | Women's Lib            |                 | 17 dicembre 1971 |                 |
| 11 | Gender Education       |                 | 31 dicembre 1971 |                 |
| 12 | Charity Bounce         |                 | 7 gennaio 1972   |                 |
| 13 | The Baddies            |                 | 14 gennaio 1972  |                 |

## Scotland
- Titolo originale: Scotland
- Diretto da:
- Scritto da:
- Guest star: Stanley Baxter, Bernard Bresslaw

### Trama
I Goodies partono per la Scozia per cercare di prendere il mostro di Loch Ness per conto di un proprietario di uno zoo che vuole aprire una mostra chiamata Monster House.

## Commonwealth Games
- Titolo originale: Commonwealth Games
- Diretto da:
- Scritto da:
- Guest star: Reginald Marsh, Valerie Stanton

### Trama
Il ministro dello sport chiede aiuto ai Goodies, informandoli che tutti gli stati hanno lasciato il Commonwealth, tranne una piccola isola chiamata Arthur Banks Holiday Island, dove si terranno i Commonwealth Games. I Goodies hanno il compito di partecipare a questi giochi.

## Pollution
- Titolo originale: Pollution
- Diretto da:
- Scritto da:
- Guest star: Ronnie Stevens, Corbert Woodall, Peter Davidson, Eric Kent, Gordon Hann

### Trama
I Goodies vanno in spiaggia, ma scoprono che il mare è inquinato a causa del Ministro per l'inquinamento. Il trio decide di seminare dei semi d'erba per sconfiggere l'inquinamento, e i risultati sono al di sopra delle loro aspettative.

## The Lost Tribe
- Titolo originale: The Lost Tribe
- Diretto da:
- Scritto da:
- Guest star: Roy Kinnear, Bridget Armstrong, Olu Jacobs

### Trama
Hazel Nuts chiede aiuto ai Goodies per cercare suo padre, il dr. Nuts, scomparso da anni. Il trio e la ragazza vanno alla sua ricerca facendo tutto ciò che fece. Si scopre che il padre è stato rapito da una tribù di cannibali.

## The Music Lovers
- Titolo originale: The Music Lovers
- Diretto da:
- Scritto da:
- Guest star: Henry McGee, Corbert Woodall, Norman Mitchell, Cilla Black

### Trama
Dopo aver scoperto che molti cantanti famosi, tra cui Moira Anderson e Kenneth McKellar, i Goodies decidono di ingagare su cosa sta succedendo formando una loro band per attirare il rapitore.

## Culture for the Masses
- Titolo originale: Culture for the Masses
- Diretto da:
- Scritto da:
- Guest star: Julian Ochard, Tommy Godfrey, Ray Marlowe

### Trama
I Goodies partecipano a un'asta d'arte, ma rimangono inorriditi quando scoprono che un gruppo di americani vuole comprare un ritratto.

## Kitten Kong
- Titolo originale: Kitten Kong
- Diretto da:
- Scritto da:
- Guest star: Michael Aspel, Corbet Woodall, Milton Reid

### Trama
Bill decide di trasformare l'ufficio dei Goodies nella Goodies Animal Clinic per "animali matti". Tra gli animali/pazienti ci sono un serpente, un pesce rosso, una gallina e un gatto di nome Twinkle.
Graeme formula una speciale miscela per la crescita, il quale la testa sul gatto, facendolo diventare di proporzioni gigantesche.

## Come Dancing
- Titolo originale: Come Dancing
- Diretto da:
- Scritto da:
- Guest star: June Whitfield, Roland MacLeod, William Jenner

### Trama
Quando i membri maschili del corpo di ballo di Penelope Fay non sono in grado ad una gara di ballo, i Goodie sono invitati a prendere il loro posto e di accompagnare qualche ragazza nella competizione, ma c'è un problema: nessuno dei tre sa ballare.

## Farm Fresh Food
- Titolo originale: Farm Fresh Food
- Diretto da:
- Scritto da:
- Guest star: John Le Mesurier, Frank Thornton, Andrea Lawrance

### Trama
I Goodies decidono di andare a mangiare fuori, ma sono disgustati a causa del cibo non fresco. Allora decidono di andare dallo zio di Tim, Zio Tom, per mangiare del cibo di campagna. Comunque, lo zio Tom non ha mai visto il suo bestiame, usava un sistema elettronico per nutrirli. Quando i Goodies protestano per questo, lo zio Tom decide di lavorare per loro.

## Women's Lib
- Titolo originale: Women's Lib
- Diretto da:
- Scritto da:
- Guest star: Allan Cuthbertson

### Trama
Bill, inorridito dal comportamento sessista di Tim e Graeme, decide di fingersi donna. Questo risulta in una visita all'ufficio dei Goodies dalla terribile Barbara, che ordina a Tim e Graeme di lavorare per suo padre, che è sciovinista. Graeme si offre di fargli da cameriere, mentre Tim è costretto da fargli da cameriera.
Alla fine Bill ritorna normale e Tim decide di appoggiare i diritti delle donne.

## Gender Education
- Titolo originale:
- Diretto da:
- Scritto da:

## Charity Bounce
- Titolo originale:
- Diretto da:
- Scritto da:

## The Baddies
- Titolo originale:
- Diretto da:
- Scritto da: